# Terra Indígena Ituna/Itatá
Ituna/Itatá é uma terra indígena (TI) com cerca de 142 mil hectares localizada no estado do Pará, nos municípios de Senador José Porfírio e Altamira. Em seu território estão presentes os povos indígenas isolados do igarapé Ipiaçava. Suas terras estão contidas completamente na bacia hidrográfica do rio Xingu e no bioma amazônia, mais especificamente entre os rios Xingu e Bacajá e entre as TIs Koatinemo e Trincheira/Bacajá. 
A área está registrada no CRI e na Secretaria de Patrimônio da União (SPU) via decreto s/n de 23/09/2005. Assim a Fundação Nacional dos Povos Indígenas (FUNAI) atua nesta área através da Coordenação Regional e da Secretaria Especial de Saúde Indígena "Médio Purus".
Atualmente, seu território possui restrição de uso para não indígenas de acordo com portaria da FUNAI, de modo que apenas pessoas autorizadas pelo órgão indigenista podem acessar a região contemplada na TI. O intuito da restrição é aprofundar o entendimento destes povos isolados pela FUNAI e garantir a segurança deles, uma vez que o território se localiza a menos de 100 quilômetros do projeto da Usina Hidrelétrica de Belo Monte.
Recentemente, a terra indígena tem sido alvo crescente de desmatamento, grilagem de terras e ocupação ilegal de gado, se tornando a terceira TI mais desmatada entre 2011 e 2021 e a mais desmatada do ano de 2019.

## Histórico
Em 1989 foi realizada a primeira expedição da FUNAI para identificar povos indígenas isolados na região de Ituna/Itatá. A busca foi realizada pelo sertanista Afonso Alves da Cruz, o qual descobriu junto aos assurinis do Xingu que haviam indícios concretos de povos indígenas isolados na região.
Alguns relatos de povos indígenas da região e outros moradores também indicavam a possibilidade de haver mais de uma etnia de povos isolados na localidade de Ituna/Itatá. Apesar dos relatos serem consistentes, a região ficou sem estudos de demarcação por um tempo e não foi considerada prioritária para a FUNAI por ser um território isolado.
Em setembro de 2009, a FUNAI alertou em parecer técnico sobre a presença de indígenas isolados na região entre os rios Xingu e Bacajá, principalmente por conta de relatos dos assurinis do Xingu, que indicaram a presença destes povos na região desde a década de 1970. Naquele ano, duas expedições do órgão indigenista foram realizadas quando Elias dos Santos Bigio era o coordenador-geral de Índios Isolados e Recém Contatados da FUNAI.
Segundo Elias Bigio, no entanto, o anúncio do projeto da Usina de Belo Monte começou a despertar o interesse de madeireiros e grileiros de terra no território. Assim, surge a necessidade do órgão indigenista isolar a região para proteger a existência dos povos isolados desta localidade.
A primeira vez que a terra indígena foi restrita para a entrada de pessoas, a partir de uma portaria estabelecida pela FUNAI, foi em 12 de janeiro de 2011. O intuito era possibilitar os estudos da região para confirmar a presença dos povos isolados no local, uma suspeita que já existia devido a expedições de rotina anteriores e relatos de indígenas e moradores da região. Além disso, a restrição foi parte das condicionantes para o licenciamento ambiental no Brasil da usina de Belo Monte.
O aumento do interesse na região provocou crescente circulação de forasteiros na terra indígena, de modo a fazer os povos isolados do igarapé Ipiaçava se deslocarem constantemente. Segundo a Coiab, de acordo com relatos de povos indígenas do Xingu, no ano de 2012 e 2014 os povos isolados foram avistados mais ao norte da TI Ituna/Itatá. Posteriormente, em 2016, os Asurini do Xingu e povos Arauetés indicaram registros frequentes dos isolados mais ao sul do território.
Em 2014, houve um avanço da ocupação de não indígenas no território e, já no ano de 2016, aumentaram os registros de propriedades autodeclaradas pelo Cadastro Ambiental Rural (CAR) dentro da TI, assim como o desmatamento na região e a pressão de ruralistas. Assim, a partir de 2016, os estudos de localização dos povos isolados foram interrompidos devido ao recrudescimento da violência na região e à ameaça dos invasores aos indigenistas da FUNAI.
Contudo, nos anos de 2013, 2016 e 2019 a FUNAI renovou a portaria que restringe o acesso da TI para não indígenas.
Em março de 2020, o senador Zequinha Marinho (PSC/PA), protocolou um projeto de decreto legislativo no Senado buscando liberar o acesso à TI Ituna/Itatá (suspendendo então a portaria do órgão indigenista em vigor), ao garantir que existem povos isolados na região mas sim terras produtivas e agricultores. Apenas em 2021 os trabalhos de identificação dos povos isolados foram retomados pela FUNAI, contando com a participação do experiente sertanista Jair Candor. Em setembro deste mesmo ano, próximo do vencimento da portaria de 2019, o órgão indigenista emitiu novo parecer, recomendando a renovação da restrição de acesso à terra devido aos vestígios encontrados a respeito de povos isolados. Entre estes vestígios constam um artefato de cerâmica utilizado para beber água (reconhecido pelos povos Asurini como possível obra de indígenas isolados), um casco de jabuti (indicando alimentação típica destes povos) e uma roça antiga aberta na mata, possivelmente indicando ocupação destes povos.
Por outro lado, o então Coordenador da Política de Proteção e Localização de Índios Isolados, Geovanio Katukina, emite um parecer dois meses depois contestando os vestígios encontrados na expedição, concluindo que imagens via satélite atestam a inexistência de roças na região. Este documento embasou um despacho da Direção de Proteção Territorial de novembro de 2021 que concluiu a impossibilidade de confirmar a presença de grupos isolados na terra indígena. Especialistas em georreferenciamento contestam as conclusões realizadas nos documentos, uma vez que os satélites utilizados não possuem a resolução necessária para identificar roças abertas na mata, uma vez que elas são imperceptíveis abaixo das copas das árvores.
Ainda assim, no início de 2022, a FUNAI emitiu um comunicado à imprensa afirmando que a portaria não seria renovada pois não havia comprovação da existência de povos isolados na região. Entidades indígenas como a Coiab criticaram o comunicado realizado, enquanto o Ministério Público Federal (MPF) solicitou a renovação da portaria, pedido este que foi acatado pela Justiça Federal do Pará, que por sua vez ordenou a renovação da medida da restrição de acesso da TI.
Assim, a FUNAI renovou em fevereiro de 2022 a portaria pelo prazo de 6 meses, inferior aos 3 anos recomendado pelo MPF. No entanto, em junho do mesmo ano, o órgão decidiu pela renovação da portaria restritiva ao acesso da terra indígena por 3 anos, a qual continua em vigor até o momento.
No período de 2019 e 2021, o governo do Brasil intensificou as ações de proteção a indígenas isolados e de recente contato pandemia do coronarivus. Aplicando medidas de quarentena como: as barreiras sanitárias e postos de controle de acesso, monitorar o fluxo de pessoas e impedir a entrada de não indígenas; o maior período de permanência das equipes nas regiões;  planos de contingência dos Distritos Sanitários Especiais Indígenas (DSEI) para os indígenas isolados e de recente contato; combate as ações ilegais extrativistas e predatórias nas TI; expedições de monitoramento de indígenas isolados nas seguintes áreas: Tanaru, Massaco, Piripkura, Kawashiva, Hi-Merimã, Ituna/Itatá e, Uru-Eu-Wau-Wau. As ações ocorreram em pareceria de diversos órgãos: Exército; Polícia Federal; Fundação Nacional dos Povos Indígenas (Funai), e; Instituto Brasileiro do Meio Ambiente e dos Recursos Naturais Renováveis (Ibama).

## Ameaças
A terra indígena Ituna/Itatá está entre as mais desmatadas de toda a Amazônia. De acordo com a Polícia Federal, desde 2018 a TI passou a ser alvo cada vez mais frequente de madeireiros e pecuaristas.
Segundo dados do PRODES (do INPE), no ano de 2019 esta foi a TI mais desmatada do país com cerca de 120 quilômetros quadrados devastados, tendo um aumento de mais de 650% em relação à área desmatada no ano anterior. Já no período entre 2019 e 2022, durante o governo Bolsonaro, foi considerada a segunda terra indígena mais desmatada, sendo que cerca de 84% da sua área desmatada ocorreu neste período.
Também de acordo com a Polícia Federal, boa parte do desmatamento na região é devido ao garimpo, ocorrido por meio de equipamentos pesados como balsas, dragas e escavadeiras hidráulicas.
Além disso, cerca de 94% das terras dentro do território indígena foram autodeclaradas por proprietários particulares pelo CAR (Cadastro Ambiental Rural), sendo um terço dessas propriedades maiores do que mil hectares, o que indica a invasão das terras por grandes proprietários e grileiros interessados na especulação imobiliária.

### Operações Donos da Terra
Em junho de 2022, uma operação integrada do Ibama, Polícia Federal e FUNAI, a qual faz parte da Operação Guardiões do Bioma, foi mobilizada para Ituna/Itatá com o intuito de combater o desmatamento e garimpo ilegal. Viaturas, aeronaves, embarcações e 40 policiais foram até três regiões de garimpo ilegal cumprir seis mandados de busca e apreensão. Uma máquina de garimpo foi inutilizada por fogo no local pelos agentes federais.

### Operação Avarus
No final do ano de 2022, outra operação integrada de combate à grilagem e desmatamento foi realizada pela Polícia Federal, com apoio do Ibama e Ministério Público Federal. A operação Avarus cumpriu 16 mandados de busca e apreensão em quatro estados brasileiros: Pará, Tocantins, Bahia e Minas Gerais, além do Distrito Federal. Durante a operação, foram feitas buscas na sede da FUNAI em Brasília e na casa do então coordenador de Índios Isolados e de Recente Contato, Geovanio Katukina (sucessor de Bruno Pereira no cargo da fundação). Além disso, um homem foi preso em Altamira em flagrante por conter pornografia infantil no celular.

### Operação Eraha Tapiro
Em 14 de agosto de 2023, iniciou a maior operação já realizada pelo Ibama para retirada de gado de uma terra indígena. Segundo o órgão ambiental, o intuito da ação "é retomar o controle do território, impedindo a invasão por criminosos". A operação denominada Eraha Tapiro (significa "levar boi" na língua dos Asurini), contou com o apoio de agentes da FUNAI, da Polícia Federal, da Polícia Rodoviária Federal, da Força Nacional, do Instituto Chico Mendes de Conservação da Biodiversidade (ICMBio) e da Agência de Defesa Agropecuária do Pará (Adepará). Durante 21 semanas anteriores à execução da ação, o Ibama sobrevoou a região da terra indígena Ituna/Itatá para localizar os cerca de 5 mil bovinos espalhados de forma ilegal no território na época.
De acordo com o comandante da operação do Ibama, Givanildo Lima, as atividades ilegais que acontecem na TI são praticadas de forma organizada por pessoas de grande poder político. Segundo ele, a intenção da operação é apreender todo o gado e assim desmobilizar os criminosos, já que essa é parte da estrutura financeira deles.
Para cumprir a ação de retirada do gado, o órgão ambiental montou uma base operacional dentro de uma fazenda oriunda de grilagem no território. Depois, os bovinos foram levados por caminhão em vias sem pavimentação até a cidade mais próxima, Altamira, a cerca de 100 quilômetros da TI para então serem abatidos frigoríficos. No entanto, a operação sofreu resistência de moradores próximos da região que cuidam do gado em nome dos grileiros. As estradas no entorno foram incendiadas por eles para assustar os bovinos e pontes foram quebradas para impedir a passagem dos caminhões.